# 루사스 2세
우라르투의 루사스 2세 아라라티아인 왕(재위685 BC - 645 BC)은 대수로를 건설한 사건으로 알려져 있는데 일다루니 흐하즈단 강에서 도시 쿠아를리니까지 수로를 건설시켰다.
| 전 대 아르기쉬티스 2세 | 제10대 우라르투 국왕 기원전 685년-기원전 645년 | 후 대 사르두리스 3세 |